# Днестровский район
Днестро́вский райо́н (укр. Дністровський район) — административно-территориальная единица на востоке Черновицкой области Украины.
Административный центр — посёлок Кельменцы.
Уникальность района заключается в том, что административным центром является посёлок, хотя в состав района входят 3 города, что является нетипичным для районов Украины.

## География
Занимает восточную часть области, вдоль реки Днестра.

## История
Район образован Постановлением Верховной рады от 17 июля 2020 года в результате административно-территориальной реформы, в его состав вошли территории:
- Кельменецкого района,
- Сокирянского района,
- Хотинского района (за исключением Бочковецкого, Грозинецкого и Коленковецкого сельских советов),
- Балковецкого, Драницкого, Мамалыговского, Несвоянского, Подворненского и Стальновского сельских советов Новоселицкого района,
- а также города областного значения Новоднестровск.

## Население
Численность населения района в укрупнённых границах — 157,8 тыс. человек.

## Административное устройство
Район в укрупнённых границах с 17 июля 2020 года делится на 10 территориальных общин (громад), в том числе 3 городские, 1 поселковую и 6 сельских общин:
| №  | Название         | Украинское название | Флаг      | Герб      | Админ. центр      | Площадь, км² |
|    | Городские        | Городские           | Городские | Городские | Городские         | Городские    |
| -- | ---------------- | ------------------- | --------- | --------- | ----------------- | ------------ |
| 1  | Новоднестровская | Новодністровська    |           |           | г. Новоднестровск | 7,09         |
| 2  | Сокирянская      | Сокиряньска         |           |           | г. Сокиряны       | 82,16        |
| 3  | Хотинская        | Хотинська           |           |           | г. Хотин          | 182,15       |
|    | Поселковая       |                     |           |           |                   |              |
| 4  | Кельменецкая     | Кельменецька        |           |           | п. Кельменцы      | 546,3        |
|    | Сельские         |                     |           |           |                   |              |
| 5  | Вашковецкая      | Вашковецька         |           |           | с. Вашковцы       | 59,3         |
| 6  | Клишковецкая     | Клішковецька        |           |           | с. Клишковцы      | 210,1        |
| 7  | Левинецкая       | Лівинецька          |           |           | с. Левинцы        | 130,7        |
| 8  | Мамалыговская    | Мамалигівська       |           |           | с. Мамалыга       | 145,56       |
| 9  | Недобоевская     | Недобоївська        |           |           | с. Недобоевцы     | 79,51        |
| 10 | Рукшинская       | Рукшинська          |           |           | с. Рукшин         | 108,57       |